# Woollsia
Woollsia es un género con una especie de plantas de flores perteneciente a la familia Ericaceae. 